# Saison 1 de Ça bulle !
 (août 2018).
Si vous disposez d'ouvrages ou d'articles de référence ou si vous connaissez des sites web de qualité traitant du thème abordé ici, merci de compléter l'article en donnant les références utiles à sa vérifiabilité et en les liant à la section « Notes et références ».
Chronologie
Saison 2
Cet article recense la liste des épisodes de la première saison de la série d'animation américaine Ça bulle ! (Fish Hooks).
Elle est diffusée en avant-première le 3 septembre 2010, puis diffusée depuis le 24 septembre 2010 jusqu'au 21 octobre 2011 sur Disney Channel.

## Épisodes
| No. de série | No. de saison | Titre                                                                | Réalisation                     | Scénario                                                                                 | Première diffusion | Première diffusion |
| --- | ------------- | -------------------------------------------------------------------- | ------------------------------- | ---------------------------------------------------------------------------------------- | ------------------ | ------------------ |
| 1 | 1             | La Photo de classe Bea Stays in the Picture                          | Maxwell Atoms                   | Maxwell Atoms                                                                            | 3 septembre 2010   | 11 février 2011    |
| Lors de la journée photo de l'école, Béa, Milo et Oscar essaient de faire de leur photo la meilleure. Alors que la photo d'Oscar est mauvaise avec le flash qui se reflète sur ses bretelles et que Milo tourne un peu bizarrement, Béa essaie de la rendre parfaite. Lorsque la photo est prise et que Béa ne l'apprécie pas, elle et Milo infiltrent le bureau de l'annuaire de Clamantha pendant qu'Oscar prend rendez-vous avec Clamantha pour la tenir à l'écart du bureau de l'annuaire. - Invité : John DiMaggio (le photographe)                                           |               |                                                                      |                                 |                                                                                          |                    |                    |
| 2 | 2             | Soirée pyjaquarium Fish Sleepover Party                              | William Reiss                   | William Reiss                                                                            | 24 septembre 2010  | 14 février 2011    |
| Béa a une soirée pyjama réservée aux filles et Milo et Oscar se sentent laissés pour compte alors ils assistent à la fête comme Milovia et Oscarlinabeth. Shellsea et Béa leur permettent de les rejoindre, mais ils ne sont pas dupes de leurs déguisements, alors ils leur font prouver qu'ils sont des filles. |               |                                                                      |                                 |                                                                                          |                    |                    |
| 3 | 3             | Virée en plein air Fish Out of Water                                 | Maxwell Atoms                   | Alex Hirsch et Ian Wasseluk                                                              | 24 septembre 2010  | 11 février 2011    |
| Milo panique quand tout le monde croit qu'il est égoïste, alors il décide de sortir du réservoir. Il commence ensuite à perdre de l'oxygène, alors Oscar et Bea vont le sauver. Cependant, quand un énorme chat nommé Wilford vient à eux, c'est à Milo de sauver Bea et Oscar, et de prouver qu'il n'est pas égoïste. |               |                                                                      |                                 |                                                                                          |                    |                    |
| 4 | 4             | L'Amour d'Oscar Doris Flores Gorgeous                                | William Reiss                   | Derek Evanick                                                                            | 1er octobre 2010   | 15 février 2011    |
| Quand Béa se produit à plusieurs reprises et que Milo a un rendez-vous, Oscar pense qu'il est le seul sans fille et prétend avoir une petite amie nommée Sophie Solène Coquette, mais il a du mal à garder le secret auprès de Milo et Béa. Il dit à Milo et à Béa que Doris vit dans les Chutes du Niagara pour que les amis essaient de remonter le moral d’Oscar en l’emmenant là-bas. Quand ils arrivent, il y a en fait Doris qui s'est avérée être Clamantha. - Invitée : Tiffany Thornton (Sophie)                                                                          |               |                                                                      |                                 |                                                                                          |                    |                    |
| 5 | 5             | Le Porteur d'eau Underwater Boy                                      | Maxwell Atoms                   | Alex Almaguer, Maxwell Atoms & William Reiss                                             | 1er octobre 2010   | 15 février 2011    |
| Milo tente de suivre son rêve en jouant dans l'équipe de football, mais obtient le travail de porteur d'eau. Il ne réalise pas non plus l'importance de son travail jusqu'à ce que l'équipe de football joue au char Gecko. - Invité : Dave Wittenberg (coach des Geck) |               |                                                                      |                                 |                                                                                          |                    |                    |
| 6 | 6             | Joyeux Anniversaire, Jean Poulpieuvre Happy Birthday, Jocktopus      | Maxwell Atoms                   | Derek Evanick                                                                            | 8 octobre 2010     | 14 février 2011    |
| À l’anniversaire de Jean Poulpieuvre, il avertit tous les élèves de Clairefontaine que s’ils n’apportent pas de cadeau pour lui, ils se feront pilonner par lui. Lorsqu’il recherche un cadeau, Oscar suggère de lui faire gagner de l’argent, ce qui fait qu’Oscar lui-même soit offert en cadeau par ses amis qui ne veulent pas se faire pilonner. Béa et Milo essaient de le récupérer. - Invitée : Maile Fianagan (Sunny) |               |                                                                      |                                 |                                                                                          |                    |                    |
| 7 | 7             | Béa devient une adulte Bea Becomes an Adult Fish                     | William Reiss                   | Niki Yang et William Reiss                                                               | 15 octobre 2010    | 16 février 2011    |
| Béa décide de prendre un emploi chez Fish Flakes, mais sa vie insouciante lui manque rapidement, et le problème s'aggrave car personne ne la laissera quitter. Pendant ce temps, Milo et Oscar sont envoyés à la garderie après avoir été confondus avec les bébés de Béa. Oscar n'aime pas les bébés, mais Milo porte une couche et reste à proximité. - Invitée : Lauren Tom (Barb) |               |                                                                      |                                 |                                                                                          |                    |                    |
| 8 | 8             | Une Vie de Chien Doggnit                                             | William Reiss                   | Carl Faruolo                                                                             | 22 octobre 2010    | 16 février 2011    |
| Milo et Béa ont un chien nommé Murphy, mais Oscar n'apprécie pas sa compagnie. Oscar finit par crier après le chien et le chien s'enfuit. Maintenant, Béa, Milo et Oscar devront aller chercher Murphy. |               |                                                                      |                                 |                                                                                          |                    |                    |
| 9 | 9             | La Reine Béa Queen Bea                                               | C.H. Greenblatt                 | Derek Evanick                                                                            | 29 octobre 2010    | 18 février 2011    |
| Lorsque la danse des retrouvailles scolaires approche, B2a doit être choisie pour être la reine du retour à la maison. Malheureusement pour elle, ses parents embarrassants se sont inscrits pour devenir des chaperons, alors Milo et Oscar aident à planifier une danse scolaire fictive pour les empêcher de ruiner les chances de Béa de devenir reine. - Invité : Derek Evanick (le comité des élèves). |               |                                                                      |                                 |                                                                                          |                    |                    |
| 10 | 10            | Révisons à haut risque Fail Fish                                     | William Reiss                   | Ian Wasseluk                                                                             | 5 novembre 2010    | 17 février 2011    |
| Bea et Oscar aident Milo à étudier pour son examen final afin qu'il ne soit pas retenu comme l'a fait leur vieil ami Kevin. Pour ce faire, ils doivent trouver la méthode d'apprentissage non traditionnelle de Milo. - Invité : Jason Earles (Kevin) |               |                                                                      |                                 |                                                                                          |                    |                    |
| 11 | 11            | Rire à en perdre ses écailles Funny Fish                             | C.H. Greenblatt                 | Clayton Morrow                                                                           | 27 novembre 2010   | 17 février 2011    |
| Oscar semble être le seul à ne pas avoir le sens de l'humour, alors Milo et Bea disent à Oscar de faire semblant que tout est drôle. Il va malheureusement trop loin. |               |                                                                      |                                 |                                                                                          |                    |                    |
| 12 | 12            | Super Baldwin Baldwin the Super Fish                                 | William Reiss                   | Carl Faruolo                                                                             | 3 décembre 2010    | 18 février 2011    |
| Oscar et Milo croient que leur professeur, M. Baldwin, mène une double vie en tant que super-héros de bande dessinée. Pas convaincu, M. Baldwin dit à Béa, qui doit faire un rapport pour le cours du Dr Grenouille, qu’ils doivent obtenir des preuves. |               |                                                                      |                                 |                                                                                          |                    |                    |
| 13 | 13            | Danse avec les loups de mer Dances with Wolf Fish                    | William Reiss                   | Niki Yang                                                                                | 10 décembre 2010   |                    |
| Milo et Oscar cherchent de nouveaux compagnons de chambre après s’être disputés les habitudes désordonnées de Milo. Béa obtient des colocataires de Milo et Oscar et Milo s'excuse après Oscar. |               |                                                                      |                                 |                                                                                          |                    |                    |
| 14 | 14            | Oscar le preux chevalier The Tale of Sir Oscar Fish                  | William Reiss                   | Ian Wasseluk                                                                             | 17 décembre 2010   |                    |
| Oscar a un accident et se réveille dans ce qu'il croit être son roman fantastique. Pendant ce temps, Milo et Bea essaient de trouver Oscar, mais rencontrent différents types de faux Oscars. - Invités : Eric Laden (Ron) et Grey DeLisle (bébé licorne). |               |                                                                      |                                 |                                                                                          |                    |                    |
| 15 | 15            | L'émission de télé Hooray for Hamsterwood                            | C.H. Greenblatt                 | Diana Lafyatis                                                                           | 17 décembre 2010   |                    |
| Milo, Oscar et Bea se rendent à Hamsterwood où Bea peut avoir sa propre émission de télévision. Malheureusement, les choses à Hamsterwood ne sont pas aussi merveilleuses qu'elles semblent l'être, et lorsque les hamsters ont l'intention de manger Bea, Milo et Oscar doivent la sauver. - Invités : Jason Alexander (M. Grignote) et Sabrina Bryan (Pamela Hamster) |               |                                                                      |                                 |                                                                                          |                    |                    |
| 16 | 16            | Milo et le Ninja Milo Gets a Ninja                                   | C.H. Greenblatt                 | Alex Almaguer, Derek Evanick & C.H. Greenblatt                                           | 7 janvier 2011     |                    |
| Milo trouve un poisson-ninja combattant siamois et utilise ses compétences pour intimider Jocktopus de l'intimidation. Cependant, le pouvoir va rapidement à la tête de Milo, et il commence à punir tout le monde en les piégeant dans des bols de verre pour des raisons ridicules. - invité : Richard Horvitz (Ninja) |               |                                                                      |                                 |                                                                                          |                    |                    |
| 17 | 17            | Le Faux Malade Dropsy!                                               | William Reiss                   | Ian Wasseluk & Neil Graf                                                                 | 21 janvier 2011    |                    |
| Milo simule avoir une maladie appelée hydropisie quand il voit Albert Glass avoir la maladie. Après s'être rendu compte qu'il obtiendrait des choses gratuites comme Albert, Milo devient très gourmand, bouleversant son frère Oscar. Cependant, quand Milo prétend toujours être malade, il est emmené dans un réservoir avec des poissons très malades. Ensuite, Milo voit Albert et d'autres poissons s'amuser et révèle qu'il a fait semblant ; il est maintenant trop tard et personne ne se soucie de lui. - Invité : Jeff Bennett (le cheval de mer et du poisson malade). |               |                                                                      |                                 |                                                                                          |                    |                    |
| 18 | 18            | Tout le monde m'aime Fishing for Compliments: The Albert Glass Story | C.H. Greenblatt                 | Carl Faruolo                                                                             | 29 janvier 2011    |                    |
| Quand Béa découvre qu'Albert Glass ne l'aime pas, elle fait appel à Milo et Oscar pour l'aider à comprendre ce qu'il faut pour être du bon côté d'Albert. - Invité : Chris Parnell (l'annonceur et l'allibut) |               |                                                                      |                                 |                                                                                          |                    |                    |
| 19 | 19            | L'Incroyable Milo Big Fish                                           | C.H. Greenblatt                 | Derek Evanick                                                                            | 4 février 2011     |                    |
| Lorsque Milo est très faible dans la classe de Béa, l'entraîneur Saumon lui dit de faire de l'exercice. Comme Milo est paresseux, il reçoit de l'aide de Jumbo la Crevette et utilise un tank pour le rendre plus fort. Il devient imprudent et devient de plus en plus gros jusqu'à ce qu'il finisse par devenir un monstre. |               |                                                                      |                                 |                                                                                          |                    |                    |
| 20 | 20            | Oscar gothique The Dark Side of the Fish                             | William Reiss                   | Blake Lemons & William Reiss                                                             | 11 février 2011    |                    |
| Quand Oscar croit que personne ne le comprend, il rejoint un groupe de poissons gothiques et change son nom pour Bubblethorn. Milo et Béa tentent de récupérer Oscar de Razor et du poisson gothique. - Invitée : Eva Amurri (Bleak Molly) |               |                                                                      |                                 |                                                                                          |                    |                    |
| 21 | 21            | Au boulot, Milo Dollars and Fish                                     | C.H. Greenblatt & William Reiss | Neil Graf                                                                                | 18 février 2011    |                    |
| Lorsque Milo emprunte de l'argent pour assister à un concert, il apprend vite qu'il doit rembourser le prêt avant la fin de la nuit, à un taux d'intérêt élevé. |               |                                                                      |                                 |                                                                                          |                    |                    |
| 22 | 22            | La Parade des poissons Fish Floaters                                 | C.H. Greenblatt & William Reiss | Diana Lafyatis                                                                           | 25 février 2011    |                    |
| Quand le maître Stickler dit que les garçons construiraient un char et que les filles en construiraient un autre, cela devient plus tard un combat parce que Milo n'a pas élaboré de plan et prévoit qu'un des garçons les espionne. Lorsque les garçons et les filles montrent leurs flotteurs, ils s'effondrent et deviennent un flotteur principal. |               |                                                                      |                                 |                                                                                          |                    |                    |
| 23 | 23            | Poisson-volant Flying Fish                                           | C.H. Greenblatt & William Reiss | Carl Faruolo                                                                             | 4 mars 2011        |                    |
| Après que M. Muscles a prononcé un discours inspirant sur ses rêves, Milo finit par trouver son rêve dans un véritable rêve : il veut traverser l’animalerie. Bea et Oscar sont certains que ce n'est qu'un moment Milo, mais réalisez qu'il était sérieux après que Milo a décidé de piéger un oiseau. - Invité : George Takei (l'oiseau) |               |                                                                      |                                 |                                                                                          |                    |                    |
| 24 | 24            | Web-Clam Two Clams in Love                                           | C.H. Grennblatt & William Reiss | Alex Hirsch                                                                              | 11 mars 2011       |                    |
| Lorsque le béguin de Clamantha pour Oscar commence à le submerger, il pense que ses problèmes sont résolus quand elle développe un béguin pour son ordinateur portable, le prenant pour une autre personne. Quand la batterie commence à mourir, Clamantha est contrariée que son nouveau copain l'ignore et Oscar doit trouver un moyen de faire les choses correctement. - Invité : Smith Harrison (Webster) |               |                                                                      |                                 |                                                                                          |                    |                    |
| 25 | 25            | Les Dangereuses Aventures de Milo Peopleing                          | Maxwell Atoms                   | Maxwell Atoms                                                                            | 1er avril 2011     |                    |
| Milo s'amuse à tenir l'oreille de Bud avec une canne à pêche attachée à l'extrémité d'un piston, mais tire ensuite dans la poche de sa chemise. Milo court maintenant le risque de se déshydrater. - Invité : Kevin Michael Richardson (Dave, le poisson des cavernes). |               |                                                                      |                                 |                                                                                          |                    |                    |
| 26 | 26            | Le Héros écolo Legend of the Earth Troll                             | C.H. Greenblatt & William Reiss | Ian Wasseluk                                                                             | 8 avril 2011       |                    |
| Oscar essaie de faire participer Milo au recyclage, mais Milo va trop loin quand Oscar propose une "fausse" histoire à propos d'un Troll de la Terre magique. - Invité : Ozzy Osbourne (troll) |               |                                                                      |                                 |                                                                                          |                    |                    |
| 27 | 27            | L'Attaque des parasites Parasite Fright                              | C.H. Greenblatt & William Reiss | William Reiss & Niki Yang                                                                | 29 avril 2011      |                    |
| Milo devient paranoïaque après avoir regardé un film d'horreur. - Invité : Jim Cummings (scientifiques no 1 et no 2) |               |                                                                      |                                 |                                                                                          |                    |                    |
| 28 | 28            | Le Retour de Pamela Hamster Pamela Hamster Returns                   | C.H. Grennblatt & William Reiss | Ian Wasseluk                                                                             | 13 mai 2011        |                    |
| Lorsque Milo et Pamela Hamster font une conversation vidéo, Pamela décide de visiter Milo. Excité, Milo draine tous les chars et amène tout le monde à se rendre à une fête appelée Cinco de Milo et se fait presque arrêter pour avoir vidé les chars et avoir échoué à organiser une fête géniale. - Invités : Sabrina Bryan (Pamela Hamster), Jerry O'Connell (Sterling Hamsterton) et Jason Alexander (M. Grignote) |               |                                                                      |                                 |                                                                                          |                    |                    |
| 29 | 29            | Le permis de conduire Riding in Cars with Fish                       | C.H. Grennblatt & William Reiss | Derek Evanick                                                                            | 18 juin 2011       |                    |
| Oscar fait son test de conduite, mais les choses s’emballent lorsque ses instructeurs de conduite se révèlent être M. Moule et Coach Saaumon. |               |                                                                      |                                 |                                                                                          |                    |                    |
| 30 | 30            | Le Chapeau-Frigo de Milo Milo's Big Idea                             | C.H. Greenblatt & William Reiss | Neil Graf                                                                                | 18 juin 2011       |                    |
| Milo a une idée géniale : des chapeaux de frigo; mais quand Randy commence à vendre des chapeaux de frigo et prétend qu'il a eu l'idée, Milo et les autres doivent comprendre comment Randy a eu l'idée et comment l'exposer. |               |                                                                      |                                 |                                                                                          |                    |                    |
| 31 | 31            | Mascotastrophe                                                       | C.H. Greenblatt & William Reiss | Carl Faruolo                                                                             | 24 juin 2011       |                    |
| Milo et Oscar s'habillent comme la mascotte de l'école, mais quand le célèbre Milo les expose, non seulement il embarrasse Oscar, mais les joueurs d'une école rivale kidnappent Oscar pour détruire la morale du lycée Clairefontaine pour le championnat. |               |                                                                      |                                 |                                                                                          |                    |                    |
| 32 | 32            | Oscar du meilleur présentateur Good Morning, Freshwater              | C.H. Greenblatt & William Reiss | Diana Lafyatis                                                                           | 2 juillet 2011     |                    |
| Oscar annonce à tout le monde à Freshwater High School ses annonces du matin, alors Bea aide à rendre le spectacle plus divertissant, mais Oscar se rend compte qu’elle ne concentre plus les annonces du matin à l’école et décide de démissionner. La fin révèle qu'il n'a pas eu sa chance d'annoncer la fermeture de la cafétéria pour réparation. |               |                                                                      |                                 |                                                                                          |                    |                    |
| 33 | 33            | Journal d'un poisson perdu Diary of a Lost Fish                      | C.H. Greenblatt & William Reiss | Ian Wasseluk                                                                             | 2 juillet 2011     |                    |
| Randy Pincherson vole le journal de Béa et le fait chanter pour aller avec lui. Pour récupérer son journal, elle se rend avec Randy. Cependant, Milo et Oscar tentent de reprendre le journal de Béa, mais finissent par voler le journal de Randy. |               |                                                                      |                                 |                                                                                          |                    |                    |
| 34 | 34            | L'Esprit d'équipe We've Got Fish Spirit                              | C.H. Greenblatt & William Reiss | Derek Evanick & Diana Lafyatis                                                           | 8 juillet 2011     |                    |
| Oscar découvre que ses rêves et aspirations universitaires ont été menacés par son manque d’activités parascolaires, alors Béa et Milo essaient de lui trouver le club parfait. Ils trouvent Clamantha se battre avec son ennemi juré, Clamanda, et Milo, Oscar et les amis de Béa rejoignent l'équipe de pom-pom girls de Clamantha après que son équipe a été amenée par des humains. Béa se trouve être dans le club de cartes Jumbo la Crevette et Albert Glass, elle ne peut donc pas aider l'équipe. - Invitée : Busy Philipps (Clamanda)                                    |               |                                                                      |                                 |                                                                                          |                    |                    |
| 35 | 35            | Cours, Oscar, Cours Run, Oscar, Run                                  | C.H. Greenblatt & William Reiss | Blake Lemons                                                                             | 12 août 2011       |                    |
| Oscar est récompensé par un prix pour son assistance parfaite, mais Bea et Milo se retrouvent dans une situation difficile, empêchant Oscar d'être là. Oscar est déterminé à revenir à temps et à obtenir son prix. - Invité : Daran Norris (Maire) |               |                                                                      |                                 |                                                                                          |                    |                    |
| 36 | 36            | Tous au parc ! Good Times at Pupu Goodtimes                          | William Reiss                   | Derek Evanick                                                                            | 19 août 2011       |                    |
| La classe part au parc d'attractions et Béa, Milo et Oscar ont tous des objectifs en tête. Béa est déterminée à faire un tour avec Steve Jackson, Milo est impliqué dans une virée macho avec Randy Pincherson et Oscar s'associe à la crevette géante et au verre Albert pour remporter un sabre à fourche galactique en édition limitée. - Invité : Jeff Bennett (l'humble Harry) |               |                                                                      |                                 |                                                                                          |                    |                    |
| 37 | 37            | Mariage royal Oscar Makes an Impression                              | Tom Warburton                   | Tom Warburton                                                                            | 26 août 2011       |                    |
| L’impression d’Oscar sur la reine des poissons en Angleterre est si semblable que même M. Moule, qui est un grand admirateur de la reine, ne peut pas faire la différence entre elle et Oscar. Le gang va de pair avec la ruse, jusqu’à ce qu’Oscar soit pris pour la reine par une fête de mariage et emporté à « son » mariage royal. Ensuite, la journée se transforme en une bataille de rap lente entre Milo et M. Moule pour gagner la main du juste Oscar. - Invitée : April Winchell (Lady Eelbottom)                                                                      |               |                                                                      |                                 |                                                                                          |                    |                    |
| 38 | 38            | Bulles School Musical Fish School Musical                            | C.H. Greenblatt & William Reiss | William Reiss, C.H. Greenblatt, Derek Evanick, Diana Lafyatis, Blake Lemons, & Neil Graf | 23 septembre 2011  |                    |
| Jean Poulpieuvre révèle que le rêve de son père est que Jean Poulpieuvre chante dans une pièce musicale sur les pommes de terre. Par conséquent, lors de la pièce musicale du lycée Clairefontaine intitulée « Pommes de Terre pour l'Hiver », il se produit dans la pièce pour chanter, mais devient nerveux par la suite. |               |                                                                      |                                 |                                                                                          |                    |                    |
| 39 | 39            | Le Bal de promo Employee Discount                                    | C.H. Greenblatt & William Reiss | Diana Lafyatis                                                                           | 30 septembre 2011  |                    |
| Après que Milo et Oscar ont accidentellement déchiré la nouvelle robe rouge de Béa pour la danse scolaire, ils trouvent une autre copie de la robe, mais ils sont surpris parce que cela coûte 1 000 dollars de poisson. Pour obtenir l'argent nécessaire à l'achat de la robe, ils obtiennent des emplois au magasin afin qu'ils puissent utiliser leurs salaires pour l'acheter. |               |                                                                      |                                 |                                                                                          |                    |                    |
| 40 | 40            | Le Grand Concours de Talents Fish Talent Show                        | C.H. Greenblatt & William Reiss | C.H. Greenblatt, William Reiss, Blake Lemons, & Neil Graf                                | 21 octobre 2011    |                    |
| Le spectacle de talents arrive à Clairefontaine et Béa est déterminée à gagner. Cependant, le spectacle de talents se transforme en bataille lorsque Clamantha et Shellsea se battent car Clamantha se fait taper du pied par les jambes gonflables de Shellsea, divisant l’école en deux équipes : l’équipe Clamantha et l’équipe Shellsea. |               |                                                                      |                                 |                                                                                          |                    |                    |